# George Kerr (judoka)
George Kerr (ur. 24 sierpnia 1937) – szkocki judoka, jeden z 3 Europejczyków posiadający stopień 10 dan (od roku 2010), który otrzymał od Międzynarodowej Federacji Judo (IFJ).
W 1957 roku był rezerwowym w drużynie Wielkiej Brytanii, która zdobyła drużynowo złoty medal w Mistrzostwach Europy w judo w Rotterdamie. Od roku 2001 prezes Brytyjskiej Federacji Judo.
W 2010 za działalność sportową odznaczony przez królową Elżbietę II Orderem Imperium Brytyjskiego (CBE), oraz przez cesarza Akihito Orderem Wschodzącego Słońca.